# Stelis coronaria
Stelis coronaria är en orkidéart som beskrevs av Carlyle August Luer. Stelis coronaria ingår i släktet Stelis och familjen orkidéer. Inga underarter finns listade i Catalogue of Life.